# Италианска Либия
Италианска Либия (на италиански: Libia Italiana; арабски: ليبيا الإيطالية‎ Lībyā al-Īṭālīya) е единна колония на Италианската Северна Африка, създадена през 1934 г. и представлява днешна Либия. Италианската Либия е образувана от колониите Киренайка и Триполитания, които са взети от Италия от Османската империя през 1912 г. след Итало-турската война през 1911 – 1912.

## История
В резултат на Итало-турската война (1911 – 1912), територията на днешна Либия минава под контрола на кралство Италия, което я прави своя колония и част от Италианска Северна Африка. През 1934 териториите Киренайка и Триполитания са обединени с Либия.
След италианската окупация на Триполи през 1911 г., в страната избухва въстание, водено от националния герой Омар Мухтар. За да потуши бунта Бенито Мусолини изпраща Родолфо Грациани – ръководител на либийските въоръжени сили. Партизани започват борба в Джебел-Ахдар в Киренайка, съпротивата продължава до 1935 г. За да потушат въстанието в Либия, италианците създават концентрационни лагери, където са задържани общо 125 000 души, предимно мъже, които биха могли да си сътрудничат с партизаните. Въпреки ситуацията в страната политиката на заселване на италианците през 1940-те продължава, в Либия има около 110 000 италианци, които съставляват 12% от общия брой на населението.
По време на Втората световна война Либия става част от Кампанията в Западната пустиня на битки между войските на съюзниците и страните от Оста. След края на войната Италия се отказва от правата си върху Либия, която първоначално пада под властта на Великобритания, а по-късно и на Франция. През 1951 г. резолюцията на ООН за Либия е да стане независима държава, начало с крал Идрис I.